# David Christopher Kelly
Pour les articles homonymes, voir David Kelly (homonymie) et Kelly.
David Christopher Kelly (17 mai 1944-17 juillet 2003) était un employé du ministère de la Défense britannique et un expert en guerre biologique. Il était inspecteur de l'ONU en Irak, où il est allé 37 fois.
Retrouvé mort près de son domicile, il est prouvé qu'il était le principal informateur d'Andrew Gilligan (en), journaliste de la BBC, au sujet de son enquête sur la falsification d'un rapport de septembre 2002, par le gouvernement britannique de Tony Blair, concernant les armes de destruction massive irakiennes.

## Carrière
En 1984, il entre au Defence Science and Technology Laboratory (Dstl) de Porton Down comme chef de la Defence Microbiology Division (Division de défense microbiologique). Il quitta ce poste pour travailler comme conseiller pour le MoD Boscombe Down et le Foreign Office.[réf. souhaitée]

## Chronologie de l'Affaire David Kelly
- Le jeudi 17 juillet 2003, en Angleterre, David Kelly, un ancien inspecteur de l'ONU, est retrouvé mort près de son domicile, à Harrowdon Hill (Oxfordshire). Selon la police, il se serait suicidé en se tailladant les veines du poignet gauche, en combinaison avec une ingestion de dextropropoxyphène et une artériosclérose des artères coronaires. Une enquête est confiée à Lord Brian Hutton, un ancien chef de la justice nord-irlandaise.
- La mort de David Kelly provoque l'une des plus graves crises du gouvernement travailliste de Tony Blair (1997-2007). Le scientifique a en effet été identifié comme la source d'un journaliste de la BBC qui avait affirmé que le gouvernement avait enjolivé les informations des services de renseignement concernant la présence d'armes de destruction massive en Irak pour justifier l'entrée en guerre contre le régime de Saddam Hussein en 2003.
- Le jeudi 21 août 2003, devant la commission d'enquête de Lord Hutton, un témoin raconte que David Kelly lui aurait dit, le 27 février, à Genève, que si l'Irak était attaqué, il serait « probablement retrouvé mort dans les bois ».
- Le jeudi 28 août 2003, après l'audition, la veille, du ministre de la défense Geoff Hoon, le premier ministre Tony Blair est à son tour entendu par la commission Hutton. Il nie toute falsification des rapports des services de renseignements.
- Le vendredi 29 août 2003, à la suite de l'audition du premier ministre britannique Tony Blair, devant la commission Hutton, son directeur de la communication, Alastair Campbell, démissionne.
- Le jeudi 22 janvier 2004, une semaine avant la publication très attendue du rapport du juge Brian Hutton, la BBC se livre à une cinglante autocritique dans un programme spécial sur l'affaire David Kelly, fustigeant sa propre direction pour avoir défendu un reportage imparfait sur l'exagération de la menace irakienne par le premier ministre.
- Le mercredi 28 janvier 2004, le rapport du juge Brian Hutton blanchit de fait le premier ministre Tony Blair et son ancien directeur de cabinet Alastair Campbell, en affirmant que ceux-ci n'ont rien fait pour « gonfler » et rendre « plus sexy » le dossier sur l'arsenal irakien, et n'ont pas livré le nom de David Kelly à la presse. Le rapport Hutton conclut que « le Dr Kelly s'était donné la mort en s'ouvrant le poignet gauche et (que) sa mort a été accélérée par les tablettes de Coproxamol qu'il avait absorbées ». « Aucun tiers n'a été impliqué dans la mort du Dr Kelly », avait-il ajouté.
  - En revanche, la radio-télévision publique BBC est reconnue comme l'unique coupable dans une affaire d'État qui s'est soldée par la mort d'un homme. Le rapport juge ses dirigeants « fautifs », son organisation « déficiente » et ses allégations à l'encontre du gouvernement de Tony Blair « infondées ». Son président, Gavyn Davies, et son directeur général, Greg Dyke, sont contraints à la démission. Le nouveau président par intérim Richard Ryder présente des « excuses sans réserves » au gouvernement.
  - Le premier ministre Tony Blair déclare : « Je demande à ceux qui ont affirmé de manière répétée que j'ai menti là-dessus [...] de retirer cette allégation. »
- Le 12 décembre 2004, deux secouristes qui avaient été appelés par la police pour constater le décès de David Kelly, émettent de sérieux doutes sur le verdict de suicide prononcé par le rapport Hutton : « "La secouriste Vanessa Hunt déclare qu'il n'y avait pas beaucoup de sang. Quand quelqu'un se tranche une artère, accidentellement ou volontairement, le sang coule à flots. Je pense que c'est hautement improbable qu'il soit mort de la blessure au poignet que nous avons vue." L'autre secouriste, Dave Bertlett, renchérit. "Si j'avais été un membre de la famille, affirme-t-il, je n'aurais pas accepté les conclusions de cette enquête[1]". »
- Le 9 juin 2006, le procureur général de la Reine, Dominic Grieve, a exclu de demander à la Haute Cour de demander une enquête sur la mort de David Kelly[2].

- En octobre 2015, Tony Blair présente ses excuses « pour le fait que les informations que nous avons reçues étaient fausses » et reconnaît une part de responsabilité dans le développement du terrorisme djihadiste ayant suivi la défaite de Saddam Hussein et dans l'essor postérieur de l'État islamique.

- En juin 2016, la publication du rapport de la Commission Chilcot sur la guerre en Irak vaut de nombreuses critiques de la presse à l'ancien Premier ministre. Lui est notamment reproché que le Royaume-Uni a envahi l'Irak sans avoir auparavant envisagé d'options pacifiques et sans préparation adéquate, The Guardian ajoutant que Tony Blair a obéi sur ce sujet au président américain et non au peuple britannique. Le rapport mentionne notamment que les services de sécurité britanniques avaient de façon répétée averti Blair qu'envahir l'Irak aurait pour résultat d'accroître le risque de voir se produire au Royaume-Uni des attentats comme celui qui a frappé Manchester le 22 mai 2017. Malgré ces avertissements, Tony Blair justifia l'invasion vis-à-vis de l'opinion en expliquant qu'elle réduirait le risque terroriste.

## Filmographie
- The Government Inspector (le Prix de la vérité), Téléfilm de Peter Kosminsky, coproduction : ARTE France, Channel 4, Mentorn. Sortie le 10 juillet 2005 sur Arte.
- Marchands d'anthrax, documentaire de Roberto Coen, production ARTE France, première diffusion le 7 septembre 2010.
- The Ghost Writer, de Roman Polanski (2010)

## Ouvrage
- (en) Norman Baker, The strange death of David Kelly, 400 p., 2007.